# Monte Waddington
El monte Waddington, en el pasado conocido como la montaña Misteriosa, es el pico más alto de las Montañas Costeras de la Columbia Británica, Canadá. Aunque el monte Fairweather y el monte Quincy Adams, que están a caballo de la frontera entre Estados Unidos (Alaska) y la Columbia Británica son más altos, el monte Waddington es el pico más alto exclusivamente en la Columbia Británica. El monte Waddington y la cordillera Waddington que lo rodea se alzan en el corazón de las cordilleras del Pacífico, un conjunto remoto y extremadamente difícil de montañas y valles fluviales.  
No queda tan al norte como sus condiciones climáticas, semejantes al Ártico, podrían indicar, ya que el monte Waddington y sus picos vecinos suponen una de las expediciones montañeras más serias de Norteamérica.
Desde Waddington a las cabeceras del Bute Inlet y el Knight Inlet, a nivel del mar, sólo hay unos kilómetros; cruzando las gargantas de 3.000 metros del río Homathko y el Klinaklini se alzan montañas casi tan altas, y campos de hielo incluso más vastos y blancos, sólo a unas pocas kilómetros desde el aire, con unas fauces más hondas que el Gran Cañón, comparable en su relieve al Himalaya (al que los exploradores de la Columbia Británica la compararon en la época de los viajes coloniales).
El monte Waddington da su nombre a un distrito regional de Canadá, el distrito regional del Monte Waddington, que toma en la ladera que da al mar de la cordillera Waddington y el litoral vecino y partes de la isla de Vancouver vecina al estrecho de la Reina Carlota.

## Historia
En 1925, durante un viaje al monte Arrowsmith, en la isla de Vancouver, Don y Phyllis Munday vieron lo que creían que era un pico más alto que el monte Robson, el que entonces se creía que era el pico más alto de toda la Columbia Británica. En palabras de Don Munday: «La brújula mostraba el atractivo pico alzándose a lo largo de una línea que pasaba un poco al este del Bute Inlet y quizás a 150 millas, donde los espacios en blanco del mapa dejaban amplio espacio para muchas montañas sin nombre». Hay cierto debate sobre si el pico que vieron era realmente el monte Waddington (de hecho el mismo Don Munday observó que era imposible), casi ciertamente vieron un pico de la cordillera Waddington, y esto llevó a los Munday a explorar aquella zona, y de hecho descubrieron la montaña. 
A lo largo de la siguiente década, los Munday organizaron varias expediciones a la zona para intentar ascenderla. Ellos la llamaron "montaña Misteriosa", en 1927 midieron una altura de 13.260 pies (por triangulación); alcanzaron la cumbre inferior en 1928, considerando que la cumbre principal era demasiado arriesgada. La Canadian Geographic Board le dio el nombre de monte Waddington en memoria de Alfred Waddington, que había propuesto una ruta carretera para acceder a los campos auríferos del Cariboo, conocida como Waddington's Road, y de nuevo más tarde la misma por ferrocarril, a través del valle del río Homathko y el Bute Inlet, que conectaría la isla de Vancouver a través del Seymour Narrows.
Después de dos intentos fracasados, el primer ascenso se logró en el año 1936. El 4 de julio de 1936, Fritz Wiessner, Bill House, Elizabeth Woolsey y Alan Willcox alcanzaron la cabecera del Knight Inlet. Los siguientes doce días llevaron la carga al campamento base en Icefall Point en el glaciar Dais. Mientras estaban en el glaciar, se les unió otra expedición, liderada por miembros del Club Montañero de la Columbia Británica y el Club Sierra. Wiessner y House se pusieron de acuerdo en permitir a los otros una primera oportunidad en la cumbre pero este grupo fracasó a la hora de encontrar una ruta arriba de la cara sur.
El 20 de julio, Wiessner y House intentaron primero la línea de un gran couloir que viene directamente entre la principal cumbre y el pico noroeste. Fue una excelente línea parea un rápido ascenso pero fueron incapaces de atravesar la cara sur propiamente dicha debida a las malas condiciones de la roca y se vieron obligados a retirarse al campamento base. A las 3:AM la mañana siguiente  estaban ya subiendo por un couloir a la derecha de la cara. El buen tiempo de los días pasados había quitado la mayor parte de la nieve del camino haciendo unas buenas condiciones de ascenso. Siguiendo la rama izquierda del couloir, alcanzaron un parche de nieve en el medio de la cara. Después de atravesar hacia el este cruzando la cara descansaron en una cornisa justo debajo de la arista sudeste, en total 9 horas desde que dejaron el parche de nieve de la cara sur. Después de ascender una corta chimenea finalmente llegaron a la masa nevada de la cumbre, trece horas después de su comienzo en el campamento base. Abortaron su primer plan de descender la corta cara norte y se retiraron por su línea de ascenso, alcanzando la tienda en el glaciar Dais a las 2 de la mañana. El ascenso a la cumbre y la vuelta al campamento base les había llevado más de 23 horas.